# Casale di Giano

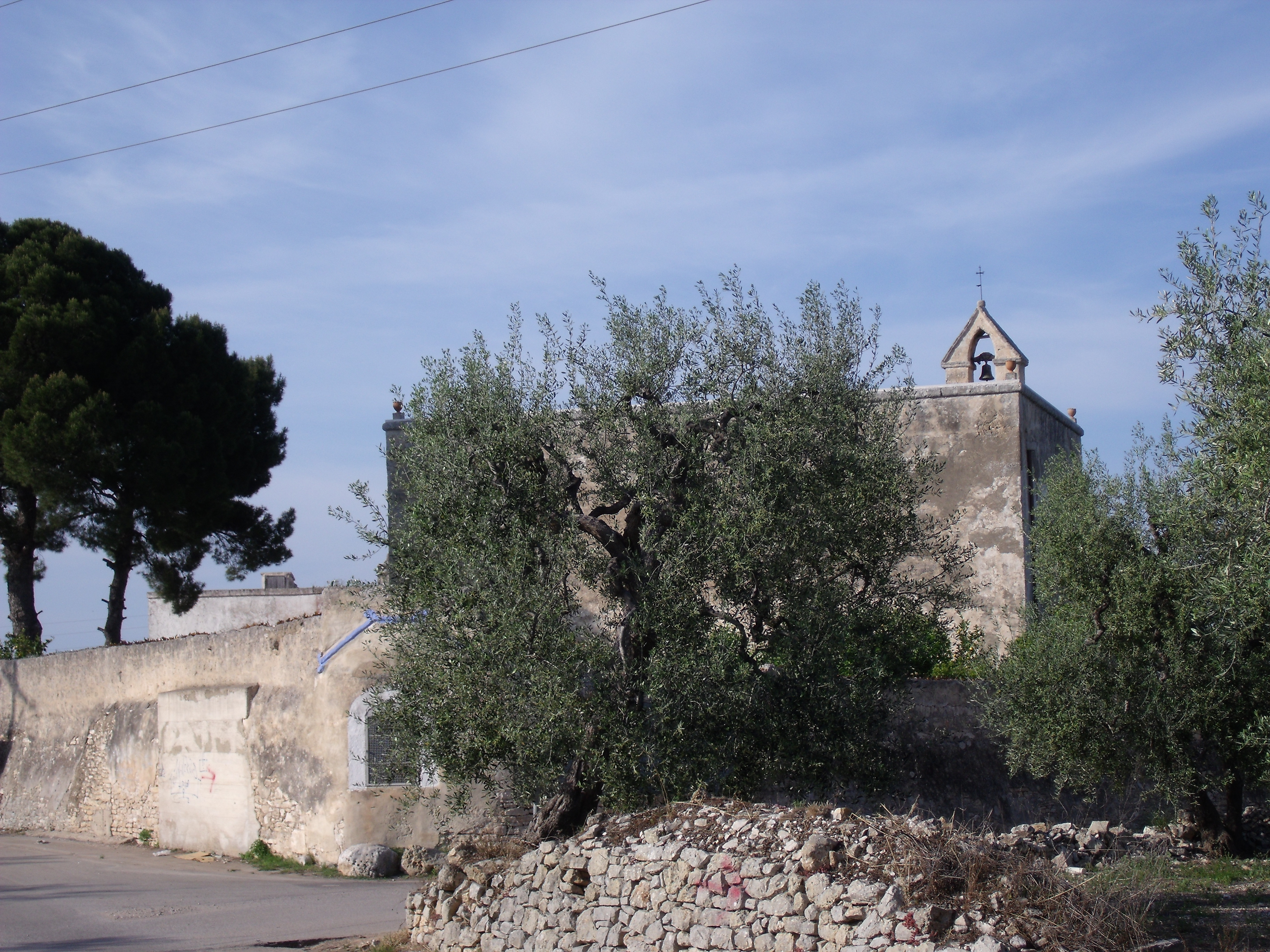
Casale di Giano

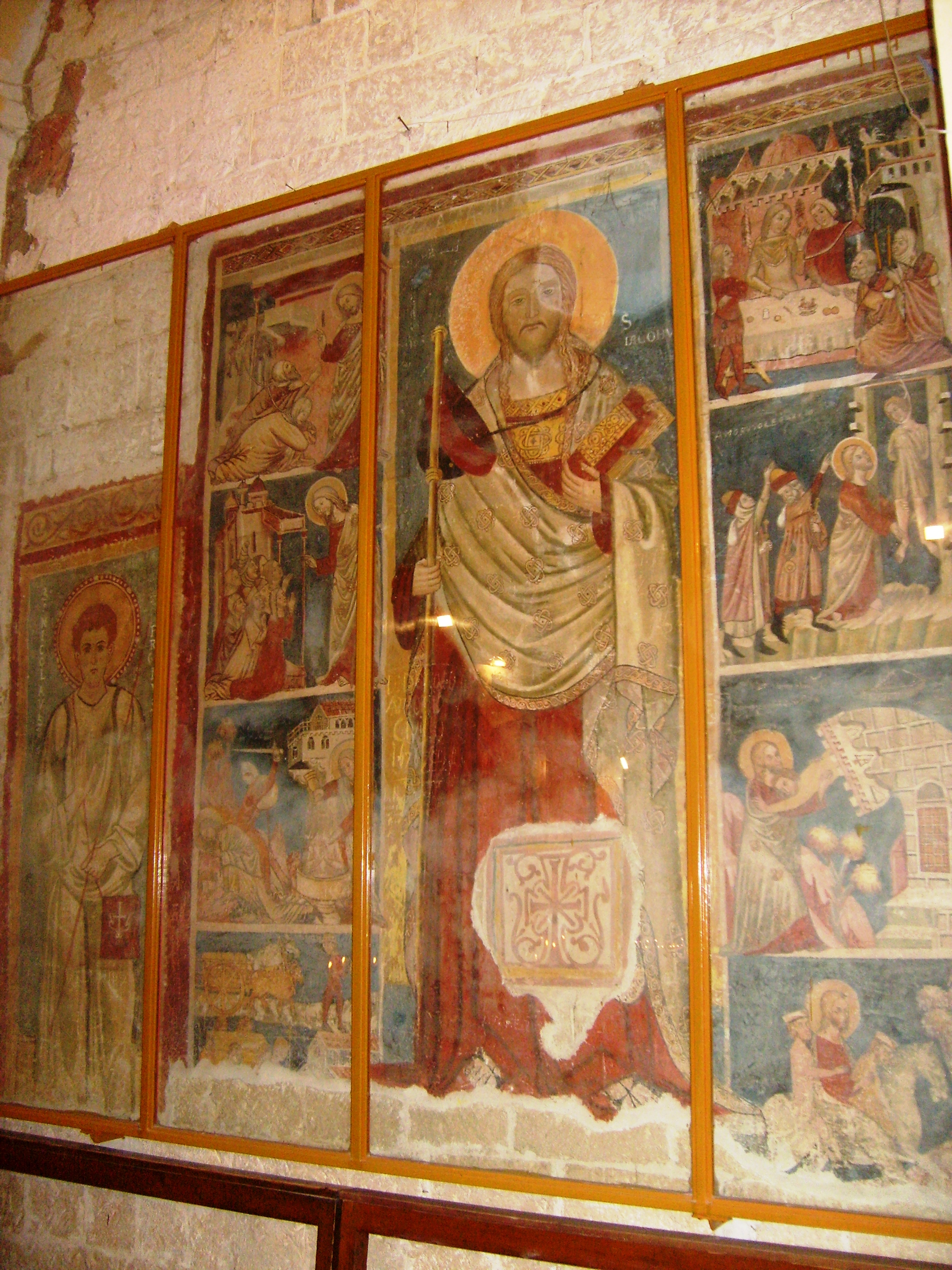
Particolare degli Affreschi interni

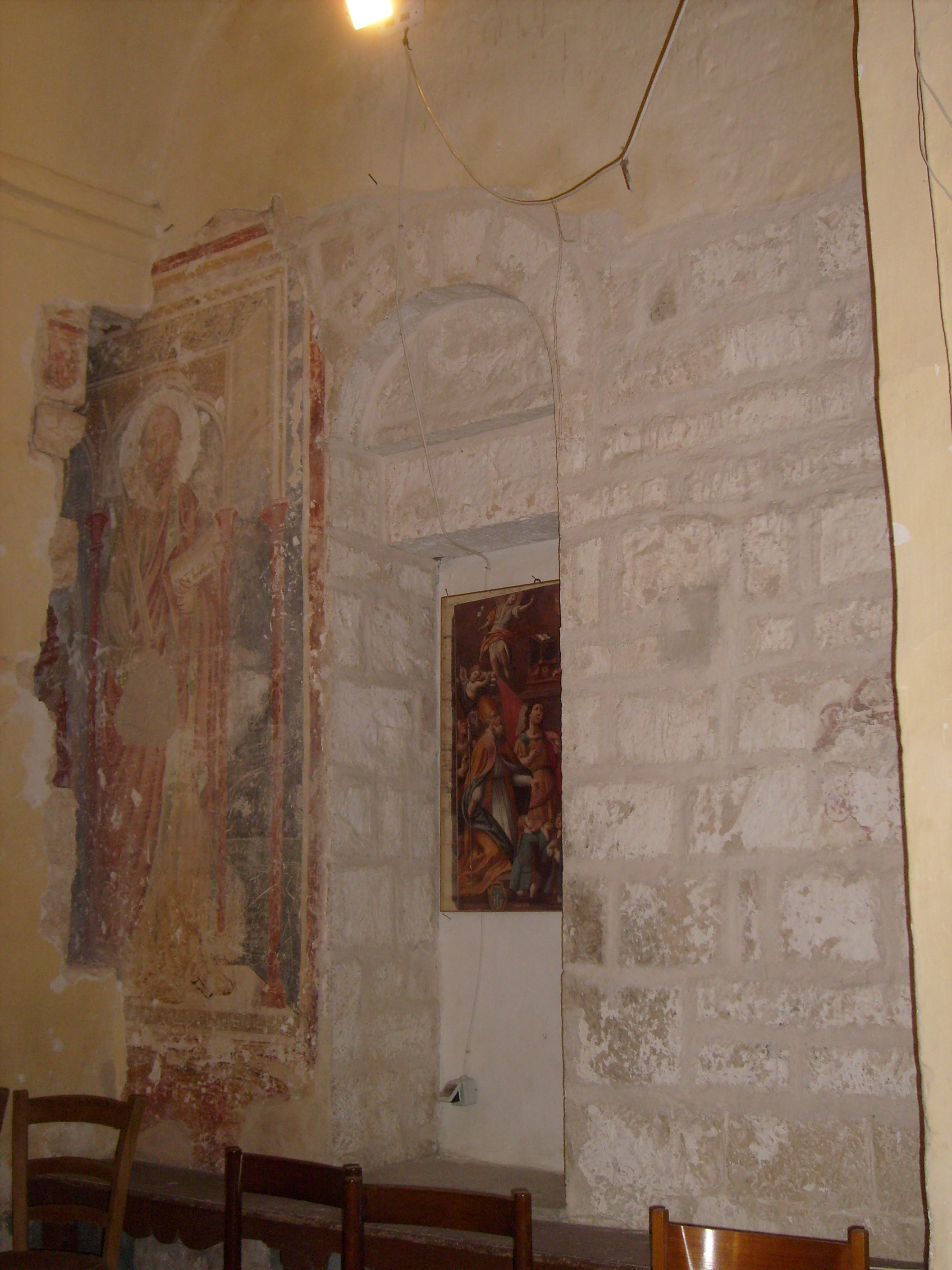
Chiesa S. Maria di Giano. Muro della precedente chiesa medioevale venuto alla luce durante gli ultimi restauri

Il Casale di Giano è situato lungo Via Andria a 4,5 km dal centro abitato di Bisceglie, al confine con l'agro tranese, ed è uno dei più antichi Casali, per storia, situati nel territorio biscegliese. In tale luogo sono stati rinvenuti alcuni assi romani (oggi custoditi nel Museo kircheriano di Roma), e un'iscrizione del tempo di Flavio Claudio Giuliano. Lo stesso nome indicherebbe che nei pressi sorgeva anche un tempio dedicato al dio Giano, da cui il suddetto Casale prende il nome, sul quale fu eretto più tardi un tempio cristiano. Con la caduta dell'Impero Romano e l'avvento dei Longobardi, fu soppresso il culto di Giano, e, con il diffondersi del Cristianesimo, si iniziò a praticare il culto della Vergine Maria, in onore della quale il nome del Casale fu cambiato in Santa Maria di Giano. Nelle vicinanze, all'inizio del 700, sotto i duchi longobardi: Liutprando e Scaniperga, sorse un ricco monastero (di cui oggi non si ha traccia) a cui appartenevano beni e servitù sparsi tra Barletta e Bitonto. Il Casale viene citato per la prima volta in un documento di donazione del 965, in cui l'intestatario dichiara essere originario "ex loco iana pertinentis tranensis civitatis", confermando ancora una volta, come per Pacciano, l'inesistenza di una civitas biscegliese. Il Casale iniziò a spopolarsi nella seconda metà del 1000, come attestano alcuni documenti, e che il culto fosse trasferito nella Chiesa di San Matteo. Nel 1182 fu collocato sotto l'altare della Chiesa di S. Maria di Giano, il braccio di S. Stefano proveniente dal Monastero di Santa Maria di Colonna, e oggi custodito in Cattedrale. Nel 1727, sotto il Vescovo Pacecco, la chiesa medioevale fu restaurata, secondo i canoni barocchi, e consacrata. Sempre nel 1700 si attestano nelle vicinanze la presenza di due chiesette (oggi scomparse) dedicate a S. Giacomo e S. Martino.

## Festività
Ogni anno nel periodo, fra il sabato precedente la seconda domenica di Pasqua e il sabato di Pentecoste, fino agli inizi di questo secolo, era usanza recarsi in pellegrinaggio, ove si facevano suppliche in tempo di siccità. In tale periodo si festeggiavano: la SS. Annunziata, il 25 marzo; e S. Maria di Giano, la seconda domenica dopo Pasqua. La festività è accompagnata per consuetudine da una piccola fiera, in cui si possono ammirare anche alcuni falconieri.

## Galleria d'immagini

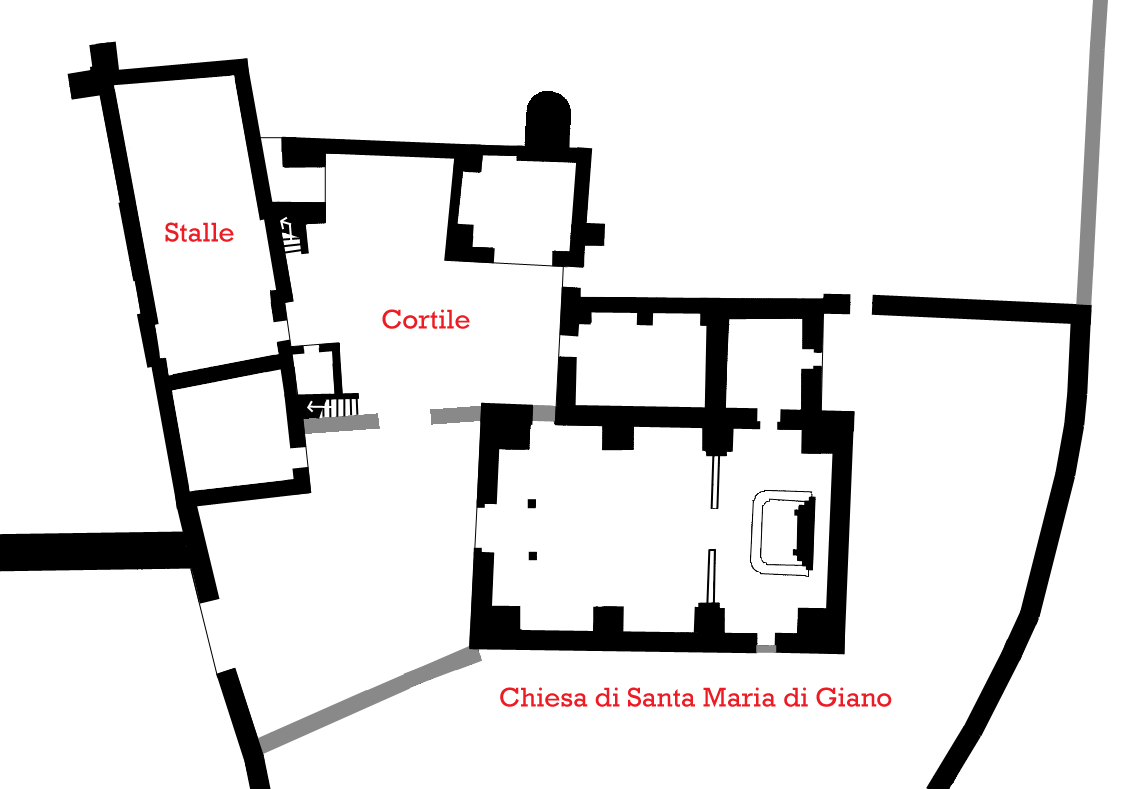
Pianta del Casale
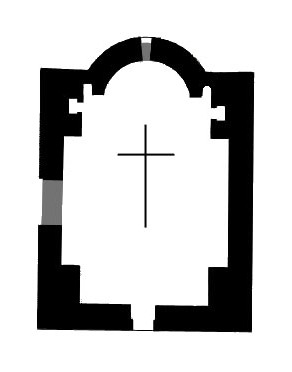
Pianta del Tempietto di Giano
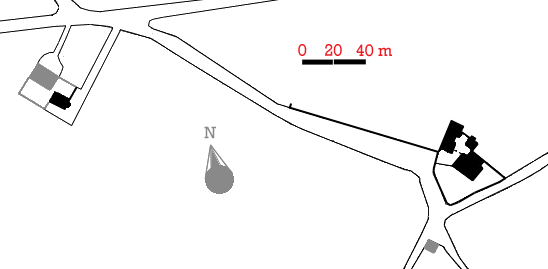
Mappa del territorio del Casale